# 西春寺

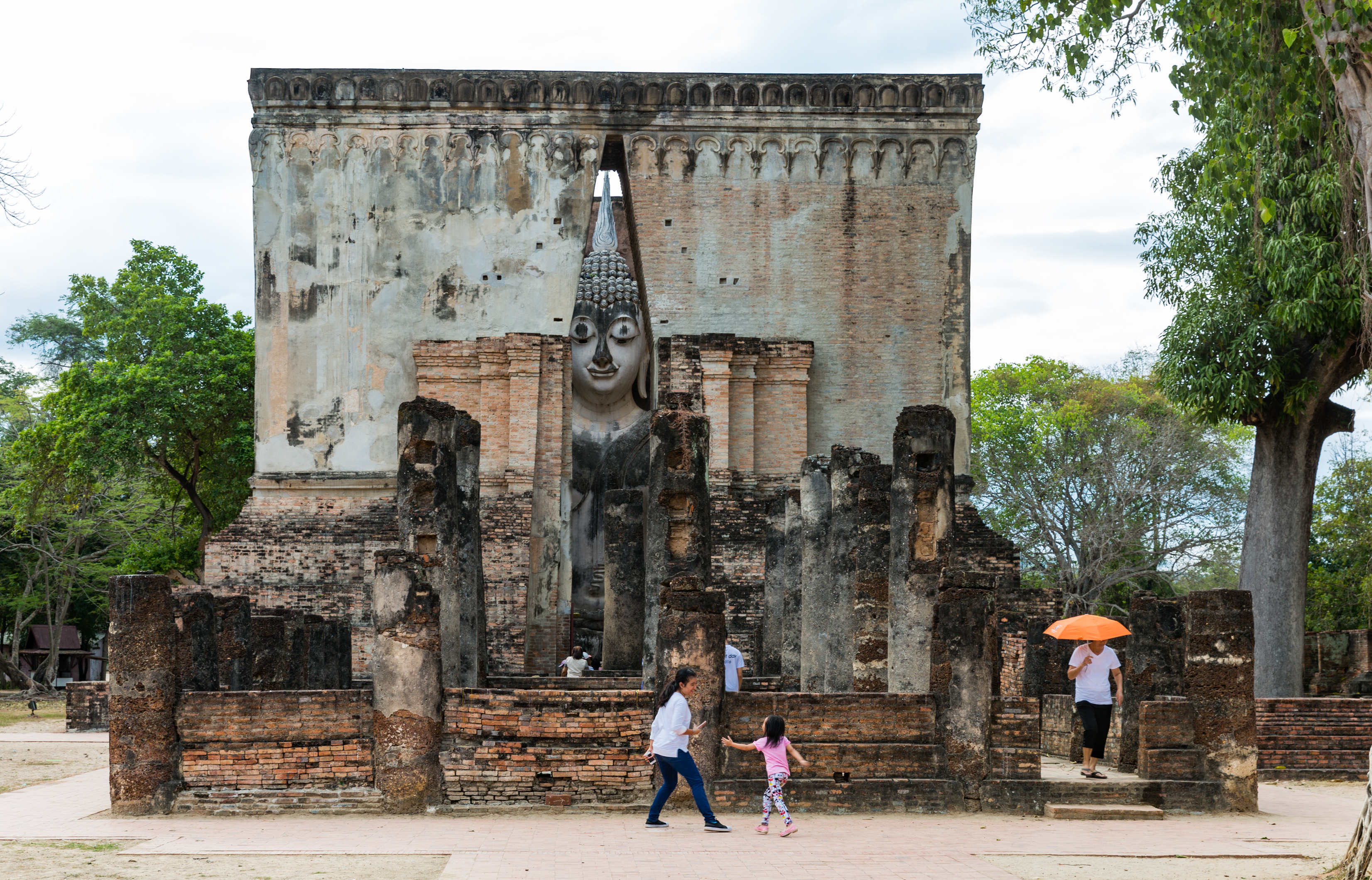
西春寺全景

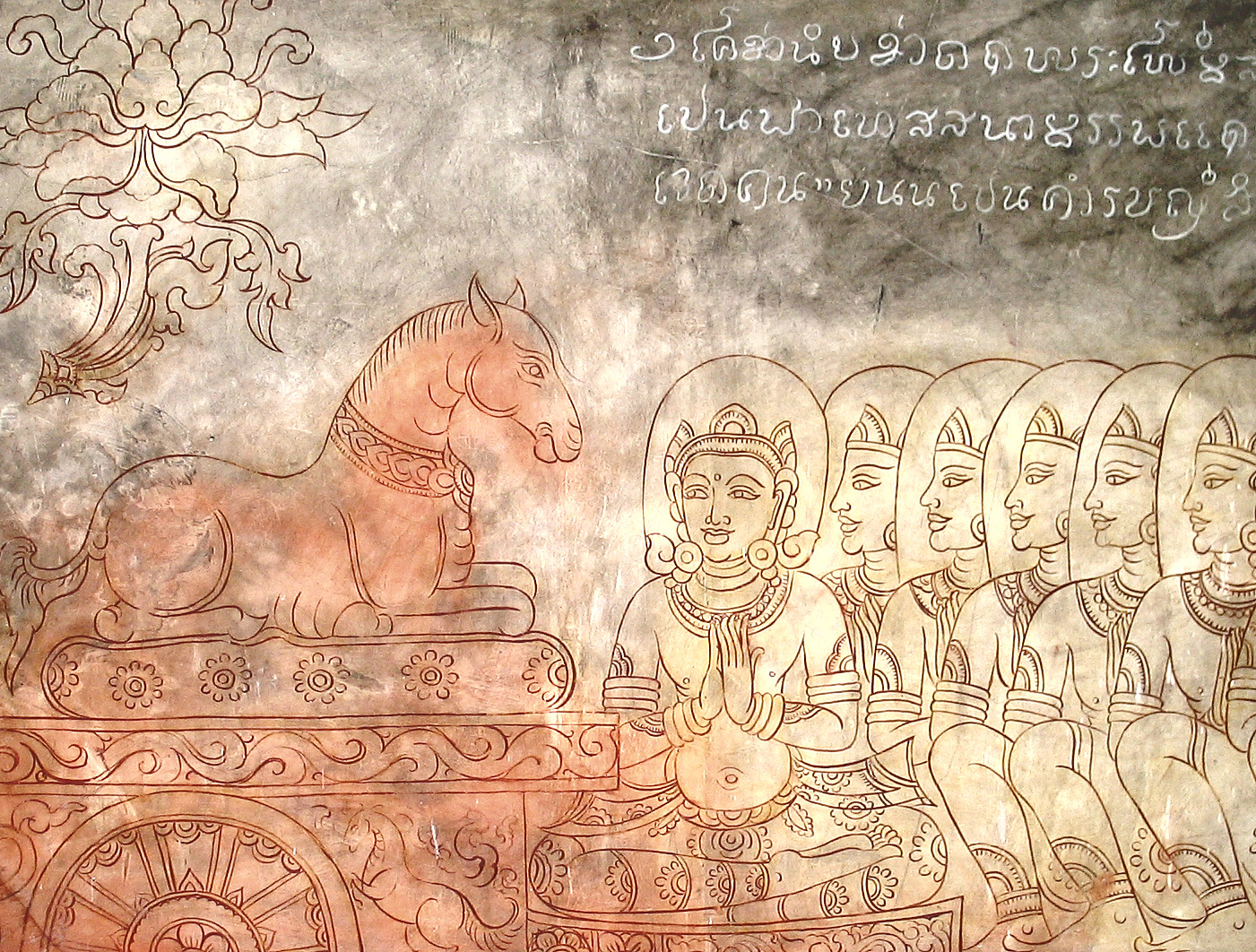
錫蘭風格的石版畫

西春寺位於泰國大城府的素可泰遺蹟公園。
西春寺的名字意譯為「菩提樹之寺」（英語：The Temple of the Bodhi Tree），因釋迦牟尼佛曾於菩提樹下證得無上正等正覺，菩提樹被佛教徒視為聖樹，泰國許多寺廟旁都有菩提樹，故取名之。據傳，西春寺是在14世紀末期由呂泰王（Mahathammaracha II）所建造的。

## 阿卡那佛
西春寺中有一尊巨大坐佛像，名「阿卡那佛」（Phra Atchana），意譯為「無畏佛」（英語：Buddha who is not afraid），為素可泰府最大的坐佛像，高約十五米，兩膝寬十一米、跏跌坐姿。火焰狀的髮髻、顆粒狀的髮螺、兩眼垂下悲憫芸芸眾生。右手覆於右膝，纖長的鍍金手指觸地，結成觸地手印，以示降伏魔眾。相傳，釋迦牟尼佛在修行成道時，波旬魔王派遺魔女及魔兵不斷前來擾亂佛陀證道，釋迦牟尼佛即以右手指觸地，終於降伏波旬魔王，因而稱其為「降魔印」。

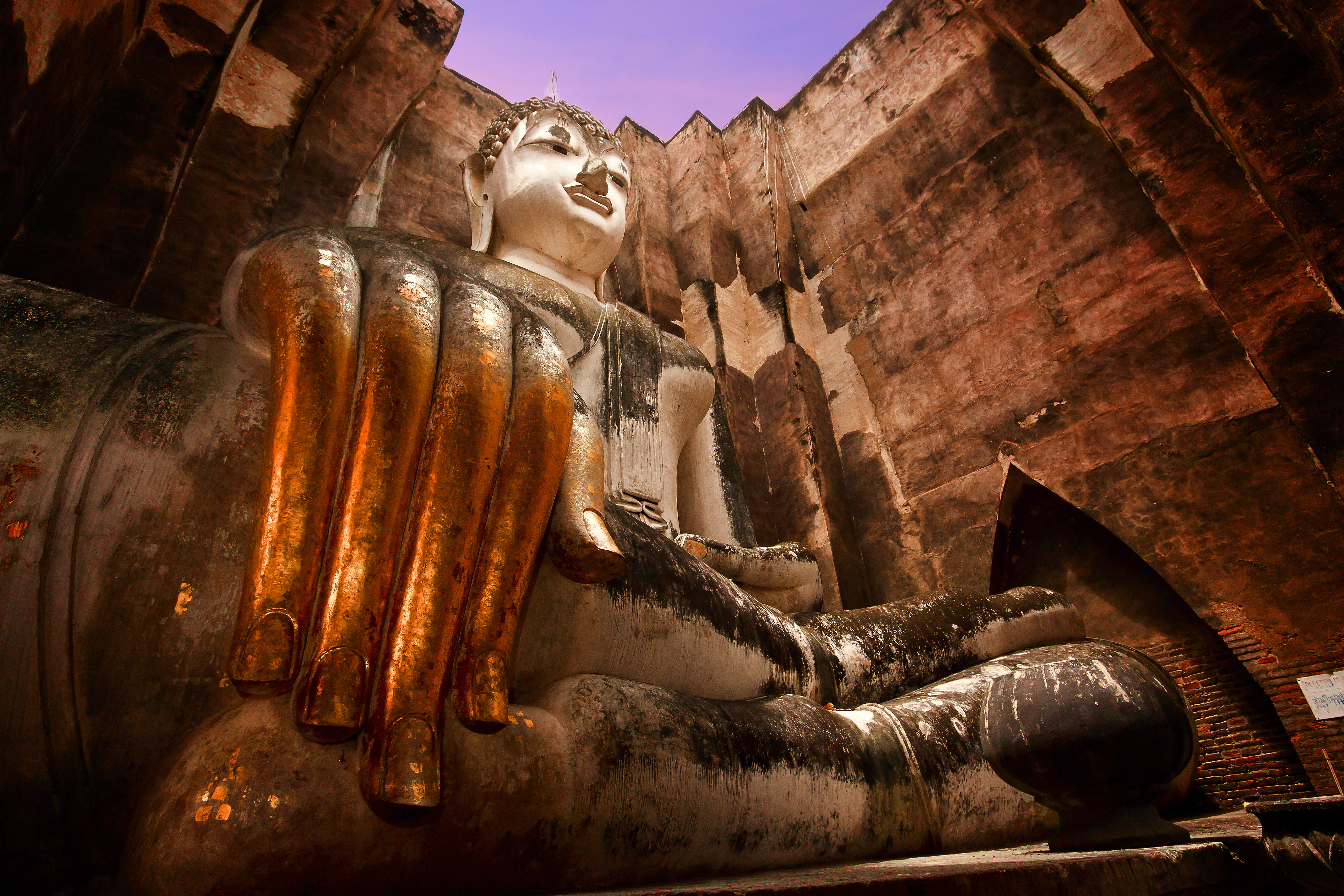
著名的坐佛像
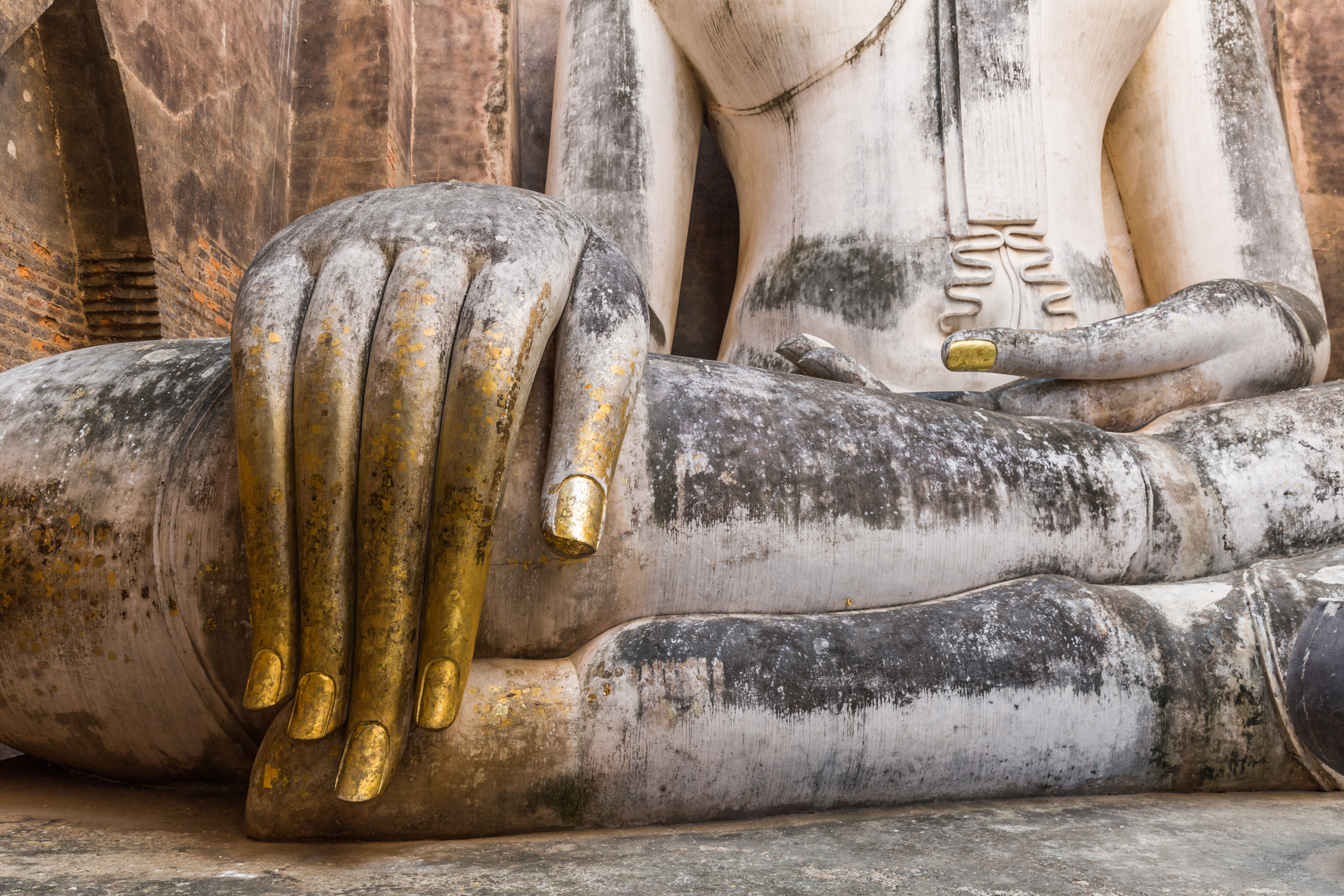
佛陀右手指觸地
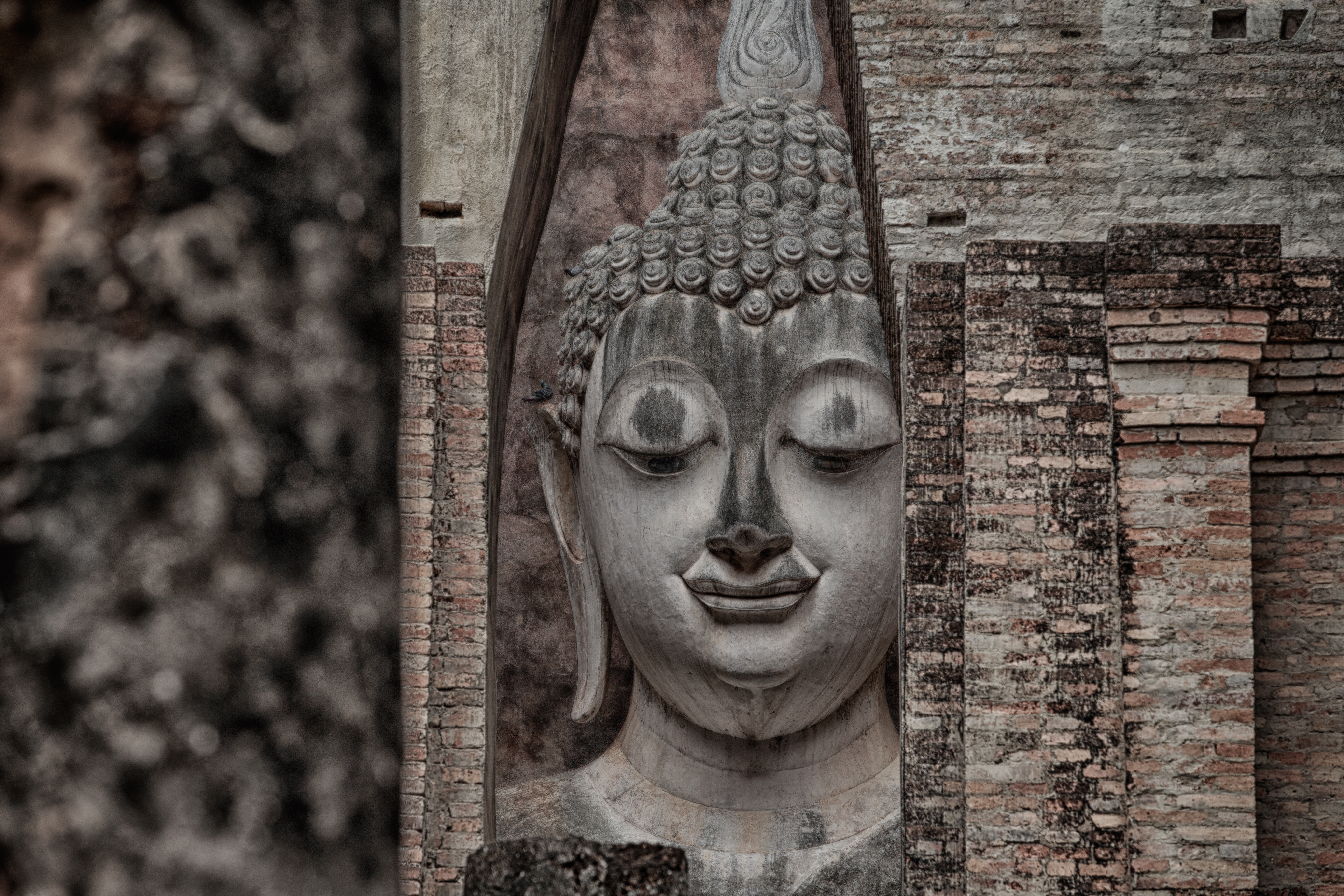
佛陀火焰狀的髮髻、顆粒狀的髮螺

阿卡那佛又稱作，意譯為「言語佛」（英語：The Speaking Buddha） ，相傳在十六世紀後半期，在素可泰王朝納黎萱國王統治期間，泰國經常與柬埔寨發生戰爭，為了提升軍隊士氣，國王悄悄命士兵進入狹窄的通道，登上佛龕頂部發表演講，由於佛龕狹小，聲音更顯渾厚嘹亮，因看不見人說話，士兵們以為是佛陀在作開示。
一般相信這尊佛像原本是露天的，後來才加蓋了泰式佛寺的方殿，泰文稱為「蒙度」（Mondop）。這方殿長、寬各三十二米，高十五米，牆厚三米。

## 石版畫
進入方形佛龕（Mandapa）後左方有一個狹窄的通道直通西春寺頂部，通道天花板上有超過五十幅的錫蘭風格的石版畫，皆以素可泰文字書寫，具有重大的歷史價值。石版畫除了記載素可泰王朝的創立歷史外，還描繪了《本生經》（Jātaka）中釋迦牟尼佛的轉生公案及佛陀十次的轉世事蹟。大部分的石版畫現已轉移收藏在蘭甘亨國家博物館（The Ramkhamhaeng National Museum），目前西春寺的石版畫已停止開放參觀。

## 周邊景點

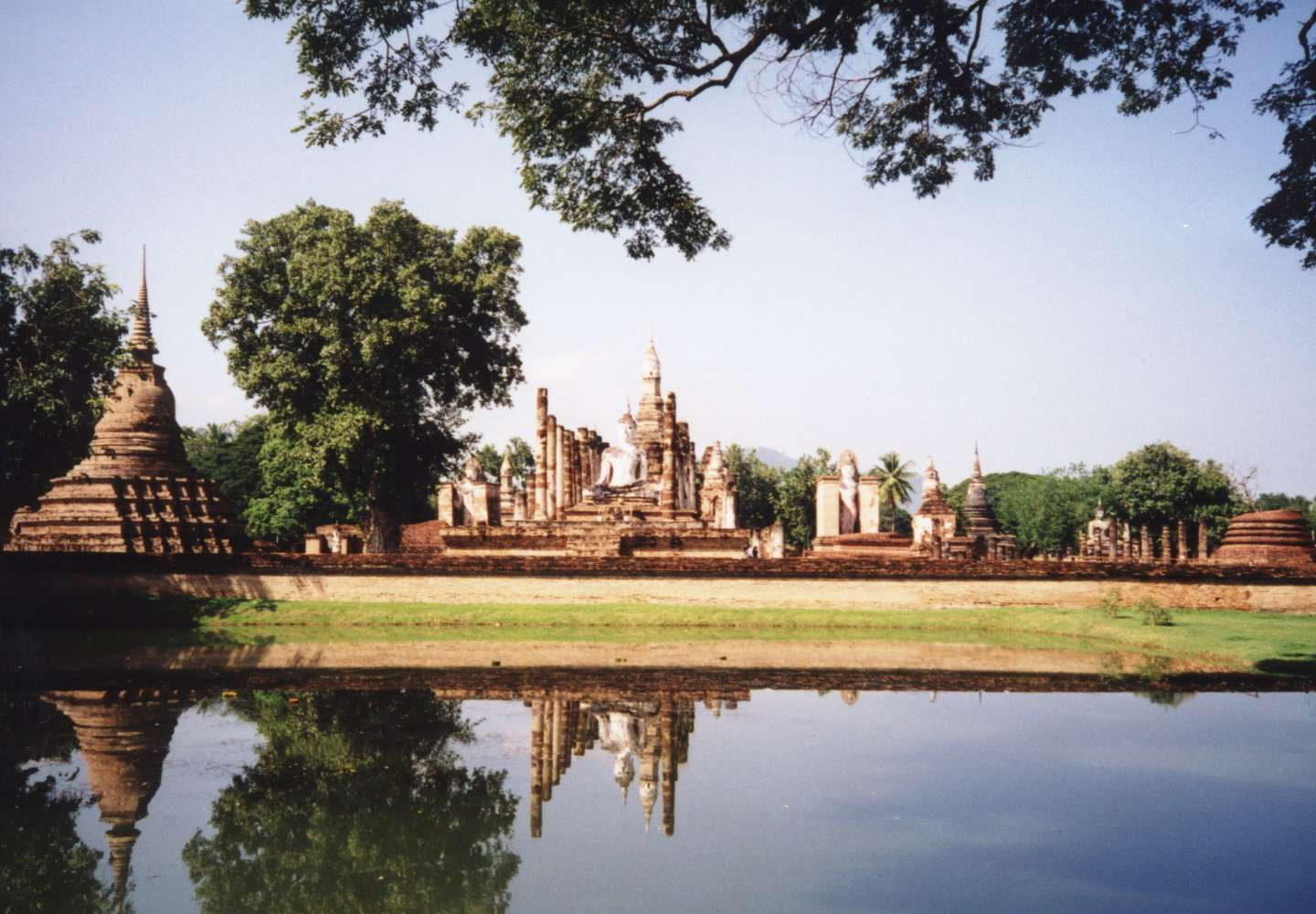
素可泰歷史城鎮。
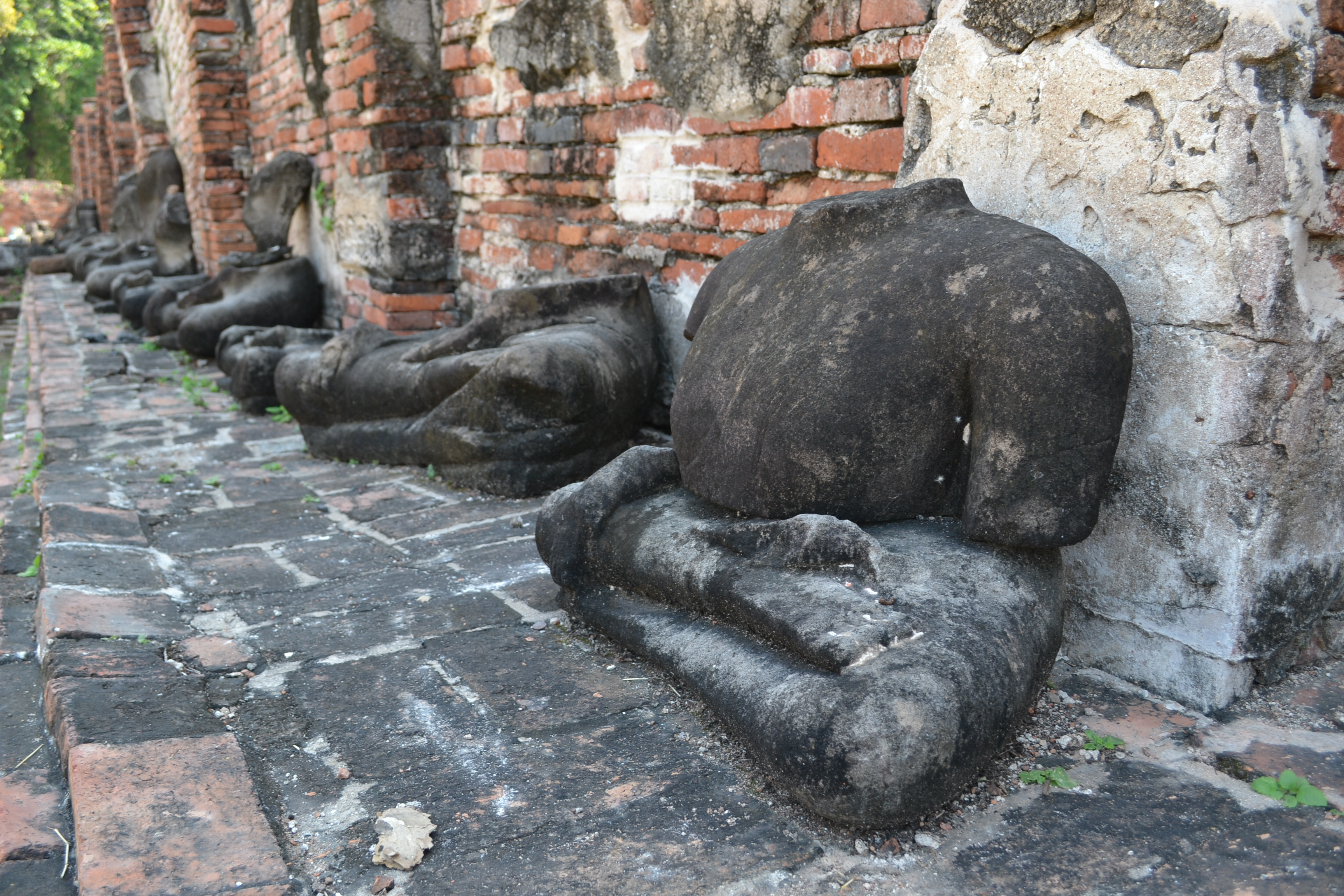
瑪哈泰寺。
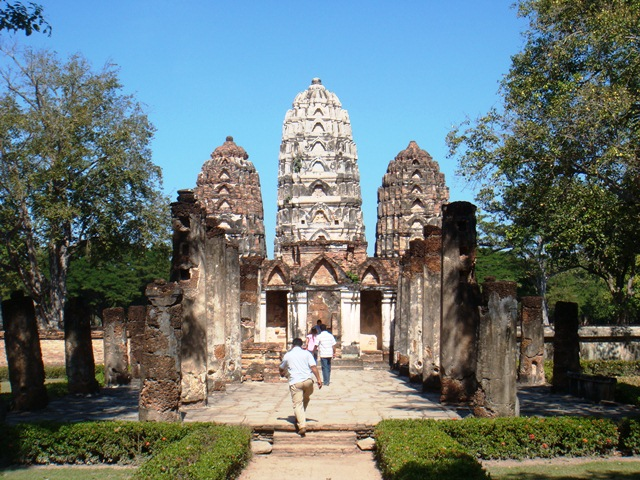
西沙瓦寺。
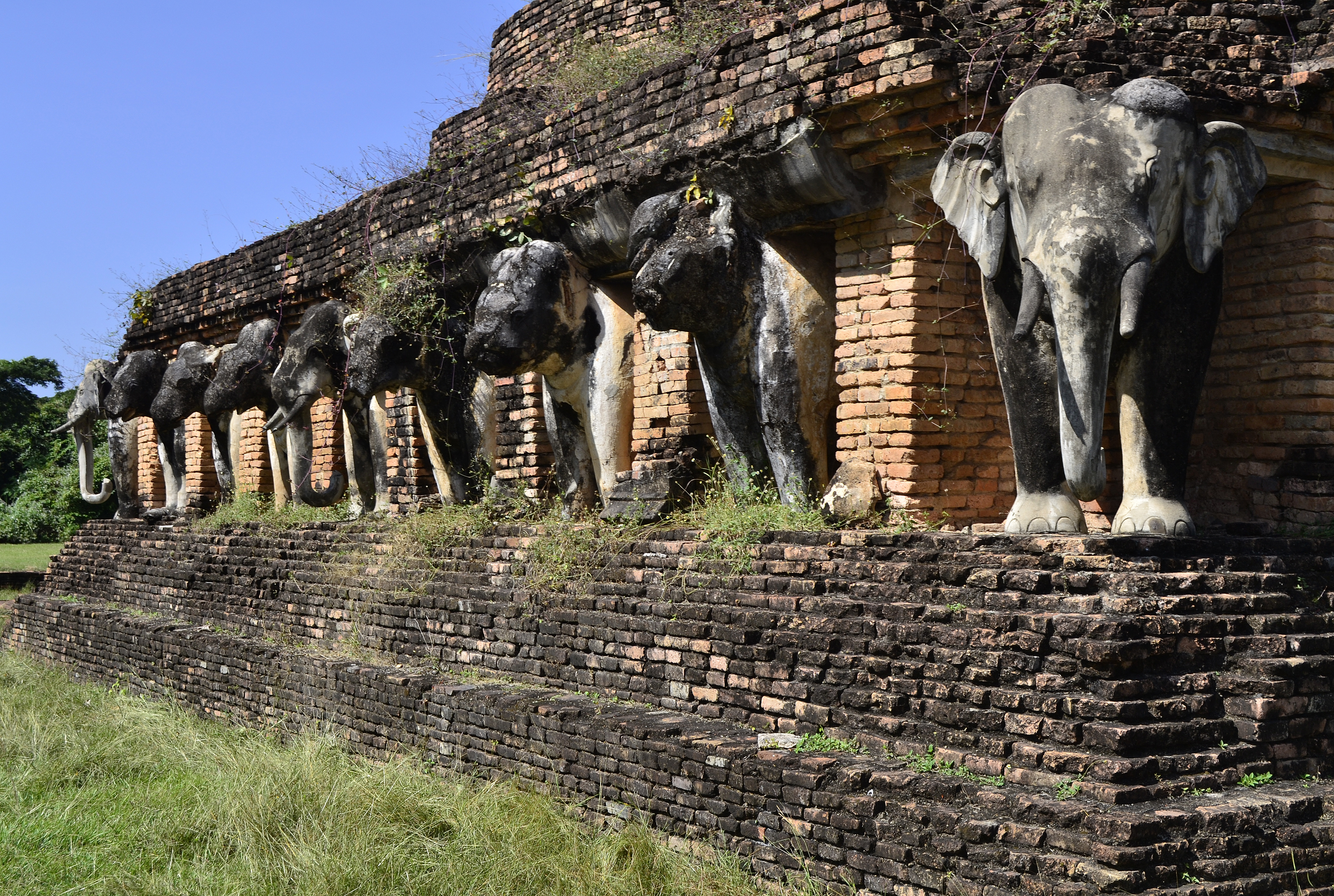
群象寺。
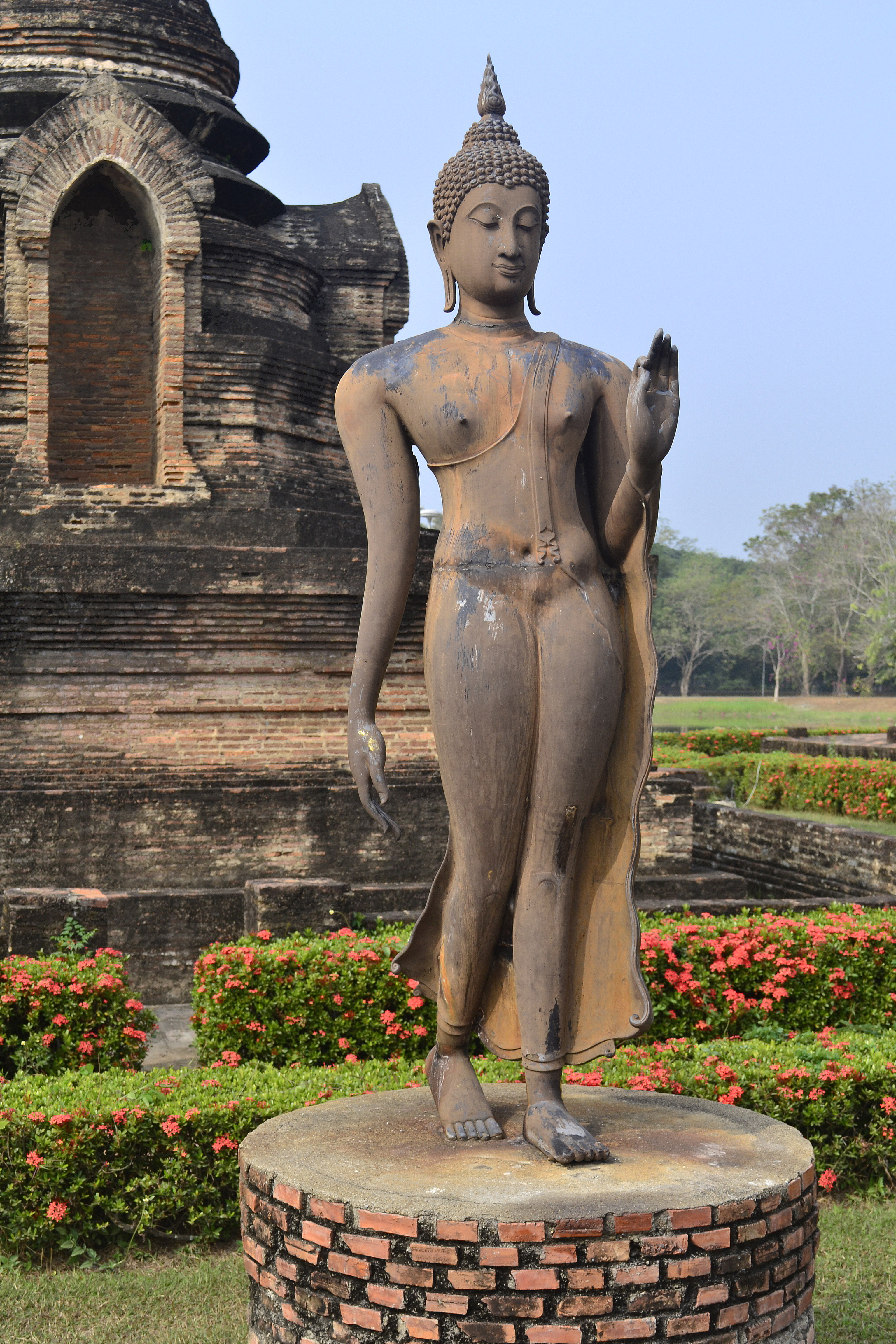
沙西寺。

## 外部連結
- 泰國民族英雄譜
- 西春寺，會說話的佛像[]
- Wat Si Chum, Sukhothai Historical Park （页面存档备份，存于）（英文）
- Wat Si Chum, 13th century temple enshrining the largest Buddha image in Sukhothai （页面存档备份，存于）（英文）
- Wat Si Chum, Sukhothai （页面存档备份，存于）（英文）